# Верхній Кожимвож
Верхній Кожимво́ж (рос. Верхний Кожымвож) — річка в Республіці Комі, Росія, права притока річки Кожим'ю, лівої притоки річки Ілич, правої притоки річки Печора. Протікає територією Троїцько-Печорського району та Вуктильського міського округу.
Річка починається на західних схилах хребта Тондер (висота 996 м), протікає на захід та південний захід. У нижній течії розбивається на 2-3 рукави. Більше половини довжини річка є кордоном між територіями Вуктильського міського округу та Троїцько-Печорського району.